# Атанас Топалов
Атанас Димитров Топалов, известен като Ингилиз папаз, е български свещеник и революционер, деец на Вътрешната македоно-одринска революционна организация.

## Биография
Роден е в костурското село Загоричани, тогава в Османската империя, днес Василиада, Гърция. Баща му Димитър Топалов в 1872 година е ръкоположен за първи български екзархийски свещеник в Загоричани. Жена му обаче, дъщеря на патриаршисткия поп Константин, го напуска и остава при баща си и не след дълго поп Димитър умира. Синът му Атанас също се запопва, но става верен на Патриаршията. Независимо от това влиза във ВМОРО и участва в революционната дейност в селото. В 1903 година Манол Розов убеждава Васил Чекаларов и Пандо Кляшев да позволят на поп Атанас да замине за Атина. В Атина Атанас Топалов продължава активно да подпомага революционното движение пред и след Илинденско-Преображенското въстание. Умира скоро след въстанието.